# Dniproavia
Dniproavia of Dnepr Avia (Oekraïens: Дніпроавіа, Russisch: Днеправиа) is een Oekraïense luchtvaartmaatschappij met de thuisbasis in Dnipro.

## Geschiedenis
Dniproavia werd opgericht in 1963 als 'Dnieproavia'. De maatschappij was de divisie van Aeroflot in Dnipro. In 1996 werd de huidige naam ingevoerd.

## Diensten
Dniproavia voert lijndiensten uit naar de volgende bestemmingen (april 2016):
| Land        | Stad                                                      |
| ----------- | --------------------------------------------------------- |
| Bulgarije   | Sofia                                                     |
| Oekraïne    | Dnjepropetrovsk(hub), Ivano-Frankivsk, Kiev, Lviv, Odessa |
| Oostenrijk  | Wenen                                                     |
| Turkije     | Istanboel                                                 |
| Wit-Rusland | Minsk                                                     |

## Vloot

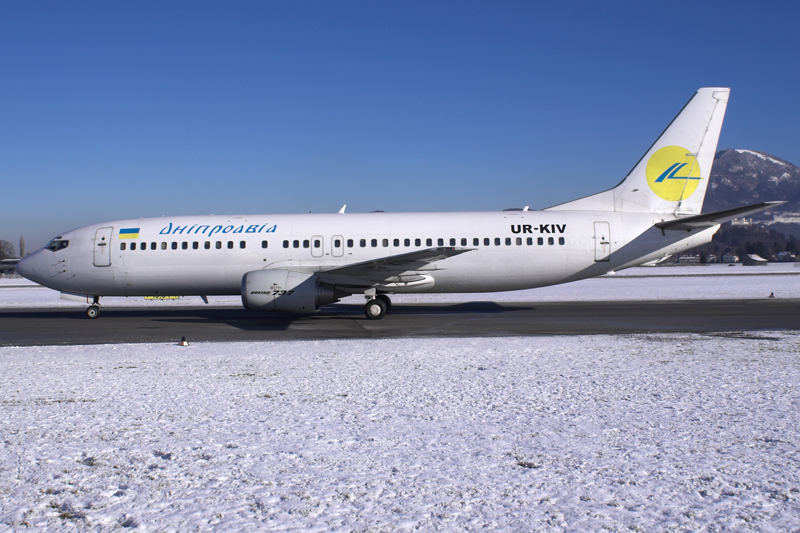
Dniproavia Boeing 737-400 UR-KIV

De vloot van Dniproavia bestaat uit: (april 2016)
- 1 Boeing 737-300
- 4 Embraer ERJ 145's